# Weinmannia lowryana
Weinmannia lowryana är en tvåhjärtbladig växtart som beskrevs av Edward Bradford. Weinmannia lowryana ingår i släktet Weinmannia och familjen Cunoniaceae. Inga underarter finns listade i Catalogue of Life.